# A Bleach lidérceinek listája
A lidércek vagy hollowok (虚 (ホロウ); horó) egyfajta elkárhozott lelkek, a Bleach című anime és manga egyik fő szereplőcsoportja, ők alkotják a negatív szereplőgárda jelentős részét. Ha egy halott ember lelke nem kerül a Lelkek Világába valamilyen okból kifolyólag, akkor egy idő után eltorzul, elveszti létezésének tudatát és más lelkekre kezd éhezni. A lidércek gonosz lelkek, akik természetfeletti erővel is rendelkeznek. A sorozat jelentős része az arrancarokra (破面(アランカル); arankaru) fókuszál, a lidércek sokkal erősebb fajtájára. Az arrancarok építik fel Aizen Szószuke hadseregét, a legfőbb gonosztevőket. A tíz legerősebb arrancart Espadának (十刃(エスパーダ); eszupáda) hívjuk a közvetlen alárendeltjeikkel együtt. A lidércek tartózkodási helye a Hueco Mundo nevű, sivatagos, örök éjszakába burkolózó dimenzió, csak ritkán kerülnek át az elők világába. Kinézetük fajtáik szerint különböző, de mind megegyezik abban, hogy rendelkeznek egy fehér, csontszerű anyagból felépülő maszkkal, illetve a testükön van egy fekete lyuk. Csak olyan emberek képesek érzékelni őket akik rendelkeznek szellemi energiával, ennek nagyságától függ az érzékelés nagysága, milyensége.
A sorozat készítője Kubo Tite sok spanyol motívumot használt a lidércekhez, mind a neveikhez, mind a technikáik elnevezéséhez, sok arrancarnak spanyol eredetű neve van.

## Általános jellemzésük
Amikor egy ember meghal a lelkét a testével összekötő Végzet Lánca elszakad, a lelke különválik a testétől, úgynevezett Plus lesz. Ekkor a Plus előtt három út áll: vagy a Soul Society nevű helyre (egyfajta mennyország), vagy épp a Pokolba kerül, illetve maradhat a Földön is. Ha az utóbbi történik, akkor több „veszély” is leselkedik rá, melyek kimenetele a Hollow-vá válás.
Egyrészt, a Plus mellkasából lógó lánc-csonk folyamatosan emészti magát. Ha elfogy, akkor a Végzet láncát a lélekhez kapcsoló Lánckapocs összetörik és egy lyuk jön létre, megkezdődik a Hollow-vá válás. Vannak lelkek, melyek csak évek múlva válnak Hollow-vá. A Hollow-vá váló lelkek elvesztik minden olyan tulajdonságukat, mely régi önmagukat alkotta, nem marad csak a lélek váza, illetve bizonyos negatív érzelmek, mint például a gyűlölet. Hogy pótolják az elvesztett részüket a Hollow-k más lelkekre, különösen a magas szellemi energiával rendelkezőkre vadásznak, nem ritkán embereket is megtámadnak.
Előfordul, hogy a Plus egy Hollow áldozata lesz. Ilyenkor, miután a támadó Hollow elfogyasztotta „táplálékát”, az áldozat azonnal Hollow-vá válik.

### Technikáik
Egyéni technikák: A fejlettebb lidércek képesek a saját szellemi erejüket egyedi célokra használni. Például Grand Fisher a csápját felhasználva illúziókat kelt.
Hierro: Az Arrancarok „acélkemény bőre”. Valójában a szellemi energiájuk a bőrükre feszülve, mely olyan erős, hogy látszólag, puszta kézzel képesek vissza verni egy szabadon engedett zanpakutót is. Természetesen, erősebb arrancarnak erősebb „bőre” van.
Pesquisa: A halálistenek azon képességének arrancar megfelelője, hogy megérezzék és pontosan felderítsék mások szellemi energiáit. Hasonlóan működik mint egy szonár (hangradar).
Sonido: Olyasmi mint a halálistenek „villámlépés” (sunpo) technikája. Ennek segítségével elképesztő sebességet képesek elérni, de csak viszonylag kis távolságon hatásos.
Negacion: Egy fénynyaláb, melyet a menosok használnak, ha valahonnan sietősen kell távozniuk. Bármi ami bekerül ebbe a ragyogó térbe, az kívülről érinthetetlen lesz.
Gargantana: Az arrancarok használják a Hueco Mundóból valamelyik világba történő átlépéshez. Egy kavargó szellemi részecskékből álló, koromsötét tér, átjáró. Ha az emberi világ felől nézzük, akkor a Hueco Mundo egyenesen előttünk található, ám ahhoz, hogy oda lehessen jutni, koncentrálni kell a szellemi részecskéket és így egy ösvényt létrehozni.
Gonzui: Lélek szívó. Igen nagy mennyiségű lelket lehet ezzel a technikával elnyelni. Az arrancarok használják táplálkozás vagy szórakozás céljából.
Cero: A már fentebb is említett cero a lidércek legerősebb és legpusztítóbb technikája. Csak menosok, vagy annál magasabb rendű lidércek tudják használni (bár van példa arra is, hogy egy óriás lidérc is használt cerót).
A cerók leggyakrabban vörös színűek, de egyes arrancaroké eltérő. A legerősebb cerók valószínűleg Ulqiorra Siffer Cero Oscurasa és Coyote Starrk Cero Metralletája.
Bala: Hasonló a ceróhoz, de annál jóval kisebb erejű, ellenben sebessége hússzorosa annak. A ceróval ellentétben a bala nem sugár, hanem egy (feltehetőleg) gömb alakú lövedék. Ezt csak arrancarok képesek használni.
Resurrección: Az a folyamat, melynek során az arrancarok a zanpakutójukba zárt eredeti lidérc erejüket kiengedik. Ekkor visszakapják lidérc testüket, hogy képesek legyenek használni képességeiket.

## Egyszerű lidércek

### Demi-Hollow
Gyakran előfordul, hogy egy-egy Plus-t oly erős érzelmek láncolnak egy helyhez, hogy a Hollow-vá válása akár évekig is elhúzódik. Az ilyen, már félig átalakult Plus-okat hívják Demi-Hollow-nak, fél-Hollow-nak. Azonban a "lassan de biztosan" elv alapján ezeknek a lelkeknek az a "végzetük", hogy Hollow-vá alakuljanak (ha csak nem segítenek rajtuk). Éppen ezért a Shinigamik kiemelt figyelmet fordítanak az ilyen esetekre.

### Hollow
Az egyszerű Hollow közvetlenül egy Plus-ból, vagy Demi-Hollow-ból alakul ki. Kinézetük szörny-szerű, maszkjuk alakja egyedenként eltérő, de mindegyiknek alapszíne fehér. Leginkább csak pusztakézzel képesek harcolni.

### Óriás Hollow
Az óriás Hollow-k nevükhöz méltón hatalmasak, méretben (és kinézetben) vetekszenek az Adjuchas-okkal és a különbség gyakran elmosódik a két Hollow-fajta között. Annál is inkább, mert egyszer előfordult, hogy egy óriás Hollow Cero-t használt, bár jóval több időbe telt neki a kilövése, mint egy Menos-nak. Az is lehetséges, hogy az óriás Hollow-ok valójában Adjuchas-ok, és ez csupán egy másik megnevezésük.

## Menos Grande
Gyűjtő megnevezés, magasabb szintű Hollow-ok. A közhiedelem szerint több, esetenként több száz Hollow összeolvadásából jönnek létre, ám valójában úgy, hogy egyes Hollow-okban nagyobb a "vérszomj", ezért saját társaikat falják fel. Ha eleget megesznek, először Gillian-ná válnak. Három típusa van: Gillian, Adjuchas és Vasto Lord.
Gillian: Hatalmas és erős, ám meglehetősen buta lény. Több emelet magas, fekete csuklyával ellátott köpeny borítja, maszkjának orra különösen hosszú. Majdnem minden Gillian ugyanúgy néz ki, de ritkán előfordul, hogy néhány Gillian megőrzi egyéniségét, és folytatva fejlődését megeszi a többi Gillian-t, ezekből lesznek az Adjuchas-ok. A Gillian-ok száma több ezerre tehető, és hatalmas erejük ellenére, igen alacsony intelligenciájuk miatt, "csupán" gyalogosnak számítanak. Legerősebb fegyverük a szájukból kilőtt, nagy koncentrációjú szellemi-erőből álló sugár, a Cero.
Adjuchas: Megjelenésükben jóval közelebb állnak az emberekhez, valahol félúton a köz-Hollow és az ember között. Ugyanakkor jóval intelligensebbek a Gillian-oknál, irányíthatják is őket. Viszont jóval kevesebben vannak mint nagyobb testvéreik. Ők is képesek használni a Cero-t. Az Adjuchas-ok veleszületett félelme, hogy visszaváltoznak Gillian-né, és végleg elvesztik személyiségüket, ezért folyamatosan fogyasztják saját Adjuchas társaikat. A lidérc születésekor eldől, hogy továbblépheti-e az Adjuchas szintet és nagyon ritkán néhány érheti el a Vasto Lord szintet. Ha egy Adjuchas rájön, hogy nem válhat Vasto Lorddá, akkor gyakran felajánlja a testét egy ígéretesebb társának, mint ahogy Grimmjow Jaegerjaquez társai tették.
Vasto Lorde: A legerősebb és legintelligensebb Hollow-fajta, ugyanakkor belőlük van a legkevesebb. Létezésük vitatott, ugyanis nagyon kevesen vannak, akik látták már Vasto Lordeot. Mindenki úgy véli léteznek, de nem tudják hol. A shinigamik úgy vélik, ha 10 vasto lorde eljutna Soul Societybe, akkor a várost senki sem tudná megmenti a teljes pusztulástól.

## Arrancarok
Olyan Hollow amelyik részben vagy egészében eltávolította a maszkját. Azáltal, hogy eltávolítja a maszkot, vagy annak egy részét, jelentős erőnövekedést ér el. Fajtájától és szintjétől függően a Hollow bizonyos mértékig emberi alakot vesz fel. Ha a létrejött arrancar elég erős, akkor erejét (és egyben igazi formáját) lezárja egy Zanpakutó alakjában.
Legnagyobb eséllyel a Vasto Lordok válnak emberivé. Érdekes, hogy a testükön lévő lyuk helyzete és mérete egyedenként megváltozik.
Az egyszerű közHollow-ok csak félrehúzni, széthúzni tudják a maszkjukat, a Gillian szintű Menos-okból létrejött Arrancar esetében kb. a feje 3/4-ét, 2/3-át fedi a maszk. Az Adjuchas-ok esetében ez az arány 1/3 vagy 1/4. Valószínűleg a Vasto Lordok az egyetlen olyan Hollow-ok akik teljes egészében képesek megválni maszkjuktól.
Az Arrancarok négy csoportra, vagy inkább "testületre" oszthatóak: Números, Espada, Tres Cifras és Exequias.
Números: Általában Gillian-szintű Arrancar-okból áll, testük valamelyik részén egy kétjegyű számot viselnek, 11-től 99-ig, születésük (Arrancar-á válásuk) sorrendje szerint. A Números-ok közül kerülnek ki az Espada-k Farcción-jai, egyfajta alárendeltjeik. Egyes Espada-knak egy egész hadserege van, másoknak csak egy.
Espada: Ők a legerősebb Hollow-ok, a Hueco Mundo urai. Testük valamelyik részén egy számot viselnek, 0-tól 9-ig, erejük nagysága szerint. Ők vezetik a Números-okat, és úgy tűnik, minden Espada alá meghatározott számú Números tartozik. Egy alkalommal kizárták az Espada-ból Grimmjow-ot, mivel büntetésből levágták az egyik karját, és így már nem volt elég erős Espada-nak. Helyére 6. Espada-nak, Luppi került. Ám miután Inoue Orihime-t a Hueco Mundo-ba vitték, vissza adta Grimmjow karját, aki megölte Luppi-t, így kerülve vissza az Espada tagjai közé.
Szabály, hogy az Espada tagja nem használhatják speciális cero-ikat, illetve az első 4 Espada nem oldhatja fel erejét, Las Noches-en belül. Mindezek mellett az Espadak a halál egy egy aspektusának a megtestesítői.
Az Espada korábbi, természetes úton létrejött tagjai alkotják a:
Tres Cifras-t: Miután Aizen Sousuke uralma alá vonta a Hueco Mundo-t, a Hougyoku segítségével saját Arrancar-okat alkotott. Azokat, akik korábban Espada-k voltak, megfosztották hatalmuktól, és egy háromjegyű számot kénytelenek viselni. Innen a testület elnevezése: Tres Cifras. Magukat a tagokat a "Privaron Espada", vagyis "Megfosztott Espada" névvel illetik. Jóval erősebbek a Números-oknál…
Exequias: A "kivégzőosztag". A kémek és a lázadók megsemmisítése a feladata. "Legismertebb" tagja maga az Exequias vezére.
Jelenleg Aidzen Szószuke uralkodik a Hueco Mundo-ban, a saját maga által létrehozott Arrancar-okra támaszkodva. Azt, hogy az arrancarok közül ki Vasto Lorde szintű és ki az aki csak adjuchas nem tudjuk pontosan. Mindenesetre a történet folyamán kapunk információt miszerint a Vasto Lore-k a kiengedett alakjukban is nagyjából emberi méretűek ez alapján lehet következtetni a kilétükre.

### Espada
|  | Alább a cselekmény részletei következnek! |

#### Coyote Starrk és Lilynette Gingerbuck
Ő a primera espada, tehát az 1. számú. Száma a bal kézfejére van tetoválva, kicsit lusta, nem szívesen vesz részt nagyobb harcokban. Karakura városban Shunsuival kellett megküzdenie, de egyikük sem kezdeményezett a harcban, így az hosszúra nyúlt. Stark a harc alatt folyamatosan utasította Shunsuit a ban-kai használatára, de az úgy gondolta szükségtelen a használata. Az arrancarok ereje szétosztódik a testük és a kardjuk között, azonban Stark és Lilynette 2 testre osztódtak, ha ismét egyek lesznek, akkor érik el a teljes erejüket. Ezt bevetették Shunsui ellen, mert látni akarták az ő és Ukitake ban-kai-át is. Átalakulás után Stark fegyvere 2 pisztoly lesz-ez a 2 pisztoly Lylinette-mellyel cerokat lehet lőni. Képessége, hogy különleges cero-farkasokat tud létrehozni, amik Stark és Lilynette lelkének a darabjai. Ha eltalálják az ellenséget, akkor felrobbannak. Shunsui és Ukitake nem tudták legyőzni, ezért 2 vaizard, Lowe és Rose szálltak szembe vele, azonban ők sem bizonyultak elég erősnek. Ekkor tért vissza Shunsui a shi-kai-t használva, amivel megölte Starkot. Ő volt a magány megtestesítője. Visszaemlékezéseiből kiderül, hogy mielőtt Aizen szolgálatába állt, nagyon magányos volt, mígnem találkozott Lilynettetel. Továbbá az is kiderül, hogy azért csatlakozott Aizenhez, mert az azt ígérte neki, hogy erős ellenfelekkel állítja szembe.
Zanpakuto: Los Lobos
Támadási parancs: Üsd!
- Japán szinkronhang: Rikiya Koyama
- Angol szinkronhang: Keith Silverstein
- Magyar szinkronhang: Szabó Máté.

Lilynette Gingerback: Ő az első számú espada, Stark fracciónja. Egybe tud olvadni Starkkal, ugyanis ő Stark zanpakutoja. Az összeolvadás után Lilynetteből 2 pisztoly lesz, de továbbra is tud beszélni Starkhoz. Különleges képességük, hogy a lelkük részeit farkasok formájában tudják irányítani, amik ha megharapnak valamit, akkor felrobbannak.
- Japán szinkronhang: Kiyomi Asai
- Angol szinkronhang: Kate Higgins
- Magyar szinkronhang: Talmács Márta.

#### Baraggan Louisenbairn
Ő a rangidős espada, mindenki Barragan-samanak hívja, száma a 2-es. A harcból sokáig nem vette ki a részét, csak a fracciónjait küldte harcba. Egy nagy trónon ül és minden kívánságát feltétel nélkül teljesítik. Barragan zanpakutouja egy hatalmas csatabárd ami eddig a trónjában volt elrejtve. Soi Fong a shi-kai-jal sem tudott sérülést okozni Barragannak. Ő az öregség, ebből következik a képessége is: ha valakihez hozzáér, akkor annak a csontjait meg tudja öregíteni. Zanpakotuja feloldása után, ami mellett elhalad az megöregszik és elpusztul. A leheletével is tud öregíteni, így vált Soi Fong bal keze is csonttá. Soi Fong ban-kai-a semmi sérülést nem okozott Barragannak. Ezután a vaizardok közül Hacchi szállt harcba ellene és elkapta Barragant a 4 vadállat kapujával, ezután Soi Fong ban-kai-a telibe találta, azonban Barragan csak a fél arcát és a jobb karját vesztette el. Ezután képességével Hacchira támadt, összezúzta hollow maszkját és a jobb kezét elöregítette. Hacchi elzárta az elöregített jobb alkarját és Barragan "hasába építette be". Mivel Barragan ereje olyan hatalmas, hogy semmi sem tud ellenállni neki, ezért saját magát is elpusztította az ereje. Megtudjuk, hogy régebben Hueco Mundo királya volt, de szörnyen unatkozott mivel nem talált méltó ellenfélt. Egy nap azonban Aizen, Gin és Tousen legyőzték őt, majd Aizen a 2-es számú espadává tette. Barragan sosem tudott neki megbocsátani és halála pillanatában is meg akarta ölni őt minden áron.
Zanpakutou: Arrogante
Támadási parancs: Rothadj!
Barragan új alakja egy csontváz lesz és amihez közel megy az elrohad.
- Japán szinkronhang: Shozo Iizuka
- Angol szinkronhang: Steve Kramer
- Magyar szinkronhang: Uri István.

#### Tier Harribel
Ő a 3. espada és az egyetlen nő közöttük. Maszkjának a szájrésze maradt meg, a 3-as szám a bal mellére van tetoválva. Barna bőrű, szőke hajú nő. Fracciónjai Apache, Sun-Sun és Mila Rose. Halibel távolról ugyan, de szemmel tartotta Grimmjow és Ichigo harcát, azt is megjegyezte, hogy olyan, mintha 2 espada harcolna. Karakurában Hitsugayaval került szembe, de a kapitány a ban-kaijal sem tudta őt legyőzni. Halibel a Zanpakotuja feloldása után még nehezebb ellenfél Hitsugaya számára. Hitsugaya végül a legerősebb képességét vette be, amivel egy jégvirággá fagyasztotta Halibelt. Wonderweiss olvasztotta ki a jégből. Ezután 3 ellenfele lett, Hitsugaya, Lisa és Hiyori. Stark halála után Aizen egyből megölte Halibelt, mert nem tartotta elég erősnek. Ő az áldozat.
Zanpakotu: Tiburon
Támadási parancs: Támadj!
Halibel maszkja teljesen eltűnik, zanpakotuja átalakul és úgy néz ki, mint egy cápa uszonya.
- Japán szinkronhang: Ogata Megumi
- Angol szinkronhang: Laura Bailey
- Magyar szinkronhang: Agócs Judit.

#### Nelliel Tu Odelschwanck
Nelliel Tu Odelschwanck (ネリエル・トゥ・オーデルシュヴァンク; Nerieru Tu Óderusuvanku; Hepburn: Nerieru Tu Ōderushuvanku; helytelen romanizációval Nelliel Tu Oderschvank) gyakran csak Nel Tu (ネル・トゥ; Neru Tu) vagy röviden „Nel”, egy barátságos, első megjelenésekor gyermek külsejű arrancar, akinek szokása, hogy az ellenkezőjét mondja, mint amire gondol. Lidércmaszkjának maradványa egy meseszerű koponya a feje tetején. Nelliel valójában az előző tier (hármas) espada, Tier Harribel elődje, akinek valódi alakja egy felnőtt nő, kosszavú lidércmaszkkal és egy hatalmas „3”-as tetoválással a hátán, mely jelzi rangját az espadában. Összehasonlítva a többi espadával, Nelliel becsületet és tiszteletet érez az ellenfelei iránt, megkegyelmez nekik, ha gyengének véli őket. Ezen ideológiája miatt és személyes sérelmei miatt Nnoitra Gilga hátba támadta őt, Szayelapollo Granz egyik találmányának segítségével megtévesztette őt és sikerült összetörnie a lidércmaszkját, aminek eredményeképp Nel a jelenlegi gyermek alakjába kényszerült és minden emlékezetét elvesztette. Száműzetésbe kényszerült Las Nochesből, de amnéziája gondtalan életet nyújtott neki és fracciónjai megvédték őt Hueco Mundo veszélyeitől.

Nelliel gyermek és valódi alakja

Amikor bemutatkozik sorozatban, Nel és társai összetalálkoznak Icsigo csapatával és segítenek nekik, annak ellenére, hogy félnek a halálistenektől és „rossz fiúk”nak látják őket. Nel azonban hamar elkezd kötődni Icsigóhoz és követi őt, elvezeti Hueco Mundóban. Ennek eredményeképp, amikor Icsigo szembekerül Nnoitrával és az elkezdi kínozni, Nel visszanyeri emlékeit és visszatér valós alakjába. Bár lényegesen fejlettebb alakot ölt, gyermek hangja és viselkedése megmarad, mint amikor Icsigót viccesen átöleli, de nem veszi észre, hogy közben az erejével megsebesíti őt. Nel legyőzi Nnoitrát, de mikor meg akarja adni a kegyelemdöfést visszatér gyermek alakjába. Az előző eseményekről nem maradnak emlékei, bár a halálán lévő Nnoitrát felismeri.
Gyermek formájában Nel egyik képessége a hányása (bár ő nyálnak nevezi), mely egy viszonylag gyenge, de hasznos gyógyító eszköz. Gyermek és felnőtt alakjában is képes elnyelni a cerot és visszalőni azt ellenfelére. Felnőtt alakjában az elnyelt cerot képes sajátjával együtt kilőni, megduplázva erejét, ez a Cero Doble (spanyolban „dupla cero”). Nel zanpakutója, a Gamuza (羚騎士 (ガミューサ); Gamjúsza; Hepburn: Gamyūsa; jelentése a japánban „antilop lovag”, a spanyolban "zerge") akkor kerül bemutatásra, amikor visszanyeri felnőtt alakját. Nel kiengedett formája egy vadkecske-szerű kentaur, hosszabb, görbült szarvakkal, vastag farokkal és páncéllal a vállán és karjain. Kardja egy kétvégű fehér dárda, mely középkori lovag megjelenést biztosít számára. Egyik támadása ebben a formában a Lanzador Verde (翠の射槍 (ランサドール・ヴェルデ); Ranszadóru Verude; Hepburn: Ransadōru Werude; jelentése a japánban "zöld dárda", a spanyolban "zöld dárdás"), mely során elhajítja dárdáját az ellenségre. A dárda nagy sebességgel és rendkívül gyorsan pörögve átfúródik mindenen, amivel ütközik.
Az eredeti animében Nel hangját kölcsönző szeijú Kaneda Tomoko, angol szinkronhangja Colleen O’Shaughnessey. A Bleach magyar változatában Nel Lamboni Anna hangján szólal meg.

##### Fracciónjai
- Dondochakka Birstanne (ドンドチャッカ・ビルスタン; Dondocsakka Biruszutan; Hepburn: Dondochakka Birusutan?) egy szokatlan külsejű, zömök testű, emberszerű arrancar, Nel „testvére” és védelmezője. Lidércmaszkja egy sztereotipikus színes tiki maszk nagy szájjal és szemekkel, mely az egész arcát eltakarja. Dondochakka valamikor a 42-es arrancar volt Aizen Szószuke seregében, de Nnoitra Gilga és Szayelapollo Granz erőszakkal eltávolította lidércmaszkját és Peschével együtt Nelliel tőrbe csalására használták fel, majd lehajították Las Noches dómjának tetejéről, de túlélte a zuhanást és a száműzött Nellel vándorolt Hueco Mundóban. Meglehetősen aggodalmas természetű és a legkisebb kihívásra is kifakad. Dondochakka zanpakutója egy kanabószerű bunkó. Képes a gyomrából megidézni Bawabawát, sárga ceróját pedig Pesche cerójával kombinálni. Az eredeti animében Dondochakka hangját kölcsönző szeijú Góri Daiszuke, angol szinkronhangja Pete Sepenuk. A Bleach magyar változatában Dondochakka ??? hangján szólal meg.
- Pesche Guatiche (ペッシェ・ガティーシェ; Pesse Gatíse; Hepburn: Pesshe Gatīshe?) egy emberszerű arrancar, akinek egész arcát egy rovarszerű lidércmaszk takarja, Nel „testvére” és védelmezője. Pesche hajdan a 41-es arrancar volt, de Nnoitra Gilga és Szayelapollo Granz erőszakkal eltávolította lidércmaszkját és Dondochakkával együtt Nelliel tőrbe csalására használták fel, majd lehajították Las Noches dómjának tetejéről, de túlélte a zuhanást és a száműzött Nellel vándorolt Hueco Mundóban. Pesche képessége, hogy rendkívül sikamlós nyálával ártalmatlanítani tudja például a feléje repülő tárgyakat, emellett lila ceróját Dondochakka cerójával kombinálhatja. Zanpakutója az Última (究極 (ウルティマ); Urutima?; jelentése a japánban „a végső”, a spanyolban „végső”) egy bevonható kard, melynek pengéje lélekrészecskékből áll. Az eredeti animében Pesche Guatiche hangját kölcsönző szeijú Kojaszu Takehito, angol szinkronhangja Michael P. Greco. A Bleach magyar változatában Pesche Guatiche Seszták Szabolcs hangján szólal meg.[5]
- Bawabawa (バワバワ; Bavabava?) egy nagy angolnaszerű lidérc, Nellielék háziállata. Az eredeti animében Bawabawa hangját kölcsönző szeijú Macuoka Daiszuke, angol szinkronhangja Phineas Willow. A Bleach magyar változatában Bawabawa ??? hangján szólal meg.

#### Ulquiorra Schiffer
Ulquiorra a 4. espada. Maszkja a fejének bal oldalán a szeme fölött a nyakáig húzódik, zöld szeme van amiből 2 csík megy lefelé az arcán így úgy fest, mintha mindig sírna. Las Nochesben harcba keveredett Ichigoval és megölte őt. Grimmjow harci kedvének hála Inouevel feltámasztatta Ichigot, de vereséget szenvedett tőle. Ekkor érkezett meg Nnoitra és Ulquiorra, aki megint elrabolta a lányt. Aizen Tousennel, Ichimaruval, az első 3 espadaval és más hollowkal Karakura elpusztítására indult és Ulquiorrára bízta Las Nochest. Ulquiorrának és Ichigonak megint meg kellett küzdeniük egymással, azonban most közel azonos szinten álltak. Ulquiorra áttörte Las Noches egét, hogy feloldhassa a zanpakutoja erejét. Ezután egy csapással széttörte Ichigo hollow maszkját. Ekkor Ichigo labdába sem rúghatott ellene. Ezután a Cero Oscuras-sal támadta meg Ichigot, de a hollow maszk megmentette az életét. Ulquiorrat felbosszantotta, hogy Ichigonak nincs esélye ellene és még így is harcol, ezért Ulqiorra ismét alakot váltott, amit "az espada második feléledésének" neveznek és az espadak közül csak Ulquiorra képes rá, de ezt még Aizennek sem mutatta meg. Ebben az alakjában újra megölte Ichigot. Ezután Ishida rátámadt, azonban váratlanul feltámadt Ichigo teljes hollow alakjában és a cerot is tudta használni, ami erősebb, mint Ulquiorra ceroja, amin Ulquiorra is meglepődött. Ezután Ulquiorra akármilyen támadással próbálkozott, egyik sem volt hatásos. Végül hollow Ichigo keresztülvágta a testét -mint anno Renji-nek- és egy ceroval közvetlen közelről meglőtte, amit Ulquiorra túlélt, azonban a lába, 1 karja és a testének egy része megsemmisült. Ezután Ichigo fel akarta darabolni a megmaradt Ulquiorrat, azonban Ishida lefogta, ezért Ichigo leszúrta őt. Ichigo meg akarta ölni Ishidat, de közben Ulquiorra elvesztett testrészei elkezdtek visszanőni a regenerációs képességének hála és megtámadta Ichigot. Ichigo hollow maszkja széttört, a mellkasán lévő lyuk pedig begyógyult. Ulquiorranak nem maradt ereje és azt kérte Ichigotól, hogy ölje őt meg, azonban Ichigo nem tette meg. Ezután Ulquiorra teste hamuvá foszlott. Ő a nihilizmus.(nihilizmus=minden létezést tagad, semminek nincs semmilyen értéke)
Zanpakuto:Murushierago/Murcielago. Támadási parancsa:Kötözd meg! Használatakor Ulquiorra maszkja a feje mindkét oldalán megjelenik és két nagy szárny kerül a hátára, majdnem olyan, mint egy denevér. Zanpakotuja szinte olyan gyorsaságot ad neki, mint amilyet Ichigo a Ban-kai-jal el tud érni.
Az espada második feléledése: Ulquiorra kardja eltűnt. Puszta kézzel harcol. Olyan, mintha 2 szarva/csápja lenne és farka is nő.Legvégső technikáját, Lanza del Relámpago-nak (fénylándzsa), hívja mely egy nagyerejű lélekenergiábol készült lándzsa, de a hollow Ichigo ezt is könnyen kivédte.
Teljes erejének ceroja, a fekete cero: Cero Oscuras, amit Ichigo csak a hollow maszkkal tudott kivédeni.
- Japán szinkronhang: Daisuke Namikawa
- Angol szinkronhang: Tony Oliver
- Magyar szinkronhang: Pál Tamás.[5]

#### Nnoitra Gilga
Nnoitra az 5. espada. Grimmjow legyőzésekor érkezett meg, ő mérte az utolsó ütést Grimmjowra. Ezután Ichigoval harcolt, de a fiú ki volt merülve a Grimmjow elleni harc miatt és kikapott. Ekkor a végig Ichigoval tartó kis arrancar, Nel visszanyerte az emlékezetét és az eredeti alakját. Kiderült, hogy ő Nel Tu Oderschvank, aki régen a 3. espada volt, Nnoitra pedig csak a 8. Nnoitra mindig le akarta őt győzni, de mindig Neliel nyert. Egyszer Nnoitra segítséget kért Aporrotól, aki egy találmányát odaadta neki, ennek segítségével Nnoitra meglepte a harcban Nelielt és széttörte a maszkját. Ezután Neliel elvesztette emlékezetét, egy kisgyerek testét kapta és Nnoitra kint hagyta a hueco mundoi sivatagban. Most ismét egymás ellen harcoltak, de megint Neliel nyert. A végső támadást akarta Nnoitrara verni, de ekkor hirtelen visszaváltozott előbbi alakjába, így Nnoitra megmenekült. Nem sokkal ezután megérkezett Zaraki Kenpachi, aki megvédte Ichigot Nnoitra fracciónjától, Tesla Lindocruztól és megküzdött Nnoitraval. Hosszú és véres harcban Nnoitra meghalt. Ő a kétségbeesés.
Zanpakuto: Santa Teresa (Imádkozó sáska)
Támadási parancsa:Imádkozz!
Képessége: Zanpaktuja semmiben nem hasonlít kardra, két félkör (félhold?) egy hosszú nyélre szerelve, ami a végén lánccal van Nnoitrához kötve. Mikor régen Neliellel harcolt még csak egy ilyen félhold alkotta a fegyvert. Felengedésekor Nnoitranak a történet szerint először 4, majd 6 keze lett. Zaraki Kenpachi levág ugyan egy kezet, de azt azonnal visszanöveszti. Nnoitra minden kezében egy-egy nagyjából ahhoz hasonló kasza van, mint ami régen a felengedés nélküli fegyvere volt. Ezeket a kaszákat a csuklójából veszi elő. (Az anime 202. részének a végén található arrancar enciklopédiában Ichimaru Gin meg is kérdezi tőle, hogy egyéb dolgokat, mint például metszőollót vagy konzervnyitót is elő tud-e onnan húzni. :) )
- Japán szinkronhang: Nobutoshi Canna
- Angol szinkronhang: Michael Sinterniklaas
- Magyar szinkronhang: Szokol Péter.[5]

#### Grimmjow Jaegerjaques
Grimmjow Jaegerjaquez (グリムジョー・ジャガージャック; Gurimudzsó Dzsagádzsakku; Hepburn: Gurimujō Jagājakku) a sexto (hatos) espada, melyet az oldalára tetovált „6”-os jelöl. Mielőtt espada lett volna belőle a 12-es arrancarként ismerték. A szemlélet, amit képvisel, a pusztítás. A neve Nicholas Grimshaw építész nevéből származik. Grimmjow meglehetősen udvariatlan és kihívó a tekintélyes alakok felé. Gyakran nyíltan sértegeti ezeket a személyeket, kivéve Aizen Szószukét, de az ő iránti „tiszteletével” is felhagy, ha nincs Aizen a közelében. Grimmjow-nak vad élvezetvágya van a harc iránt, mindig a legerősebb ellenfelet szemeli ki magának bízva képességeiben, hogy ugyanolyan erős vagy még erősebb, mint Ulquiorra. Egyébként Grimmjow egy tiszteletszabályt követ és megtámad mindenkit, aki lenézi és tiszteletlen vele. A lidércmaszkjának maradványa az állkapcsa jobb oldalán, a lidérclyuka pedig a hasán található. Rövid világoskék hajat visel.
Mielőtt Grimmjow arrancarrá vált volna, egy párducszerű adjuchas volt, aki Hueco Mundoban barangolt és más lidércekre vadászott, hogy felzabálásukkal egyre erősebb legyen. Később egy lidérc-csoport tagja lett, akik azt a célt tűzték ki maguk elé, hogy vasto lorde-k lesznek. Ahogy múlt az idő Grimmjow lett az egyetlen, aki erősebbé tudott válni lidércek százainak elfogyasztásával. Végül kérésükre bajtársaiból táplálkozott (akik rájöttek, hogy az adjuchas szintnél nem léphetnek magasabbra), felajánlva nekik, hogy az ő helyükben is folytatja, így megtarthatták eredeti alakjukat. Ezek a lidércek később fracciónjai lettek, akikkel végeztek a halálistenek, amikor Grimmjow átment velük az élők világába, hogy minden lélekenergiával rendelkező embert és ott állomásozó halálistent megöljön.
Grimmjow zanpakutója a Pantera (豹王(パンテラ), ’jelentése a spanyolban „párduc”, a japánban „párduckirály”’), amikor kiengedi, visszanyeri néhány előző macskaszerű jellegét, mint a hegyes fogak, macskafülek, karmok a kezeken és lábakon és egy farok, melyet erős ostorként használ. Az alakváltozás következtében drasztikusan megnő a sebessége és állatra jellemző képességekre és mozgásra tesz szert. Üvöltésével lökéshullámokat gerjeszt a levegőben, pusztító erejű „dartsokat” lő a könyökéből. Legerősebb technikája a Desgarrón (豹王の爪(デスガロン); Desugaron; jelentése a spanyolban „marcangolás”, a japánban „párduckirály karma”), mely során a karmai kékes fénnyel felizzanak és mindegyik karmából létrehoz egy-egy durván 1 km hosszú óriási szilárd lélekenergiából álló karmot
Kezdetben csak Grimmjow tekint méltó ellenfélként Kuroszaki Icsigóra, ellenszegül Aizen parancsának (mikor átmegy az élők világába), emiatt Tószen levágja a karját és elbocsátják az Espadaból. Grimmjow helyét Luppi veszi át, aki rendszeresen sértegeti őt, ezért amikor Orihime meggyógyítja Grimmjow karját és a sérüléseit, végez Luppival, így visszanyeri korábbi pozícióját az Espadában. Később „szívességként” megmenti Orihimét Lolytól és Menolytól, majd Icsigóhoz viszi, hogy gyógyítsa meg, mert egy tisztességes harcot szeretne vívni vele. Kemény harcban legyőzi Icsigo, az utolsó jelenetben, melyben látjuk, Icsigo megvédi Grimmjow-t Nnoitra-tól. A mangában feltűnik a Quincys háborúnál, szóval még él, csak ő és Halibel él az espadák közül, Halibel lett az “úralkodo”, Grimmjow ismeri Nellielt
Az eredeti animében Grimmjow Jaegerjaquez hangját kölcsönző szeijú Szuvabe Dzsunicsi, angol szinkronhangja David Vincent. A Bleach magyar változatában Grimmjow Jaegerjaquez Varga Gábor hangján szólal meg.

##### Fracciónjai
- Shawlong Kúfang (シャウロン・クーファン; Sauron Kúfan; Hepburn: Shauron Kūfan?, ’Shawlong Kūfang’) a 11-es arrancar. Társaival és Grimmjow-val érkezett Karakura városába, Hicugaja Tósiróval találta szemben magát. Sokáig Hicugaja nem igen vehette fel vele a harcot, mert korlátozták az erejét, hogy ne keltsen zavart a dimenziók között. Mikor feloldották a zárat könnyűszerrel végzett Shawlonggal. Shawlong zanpakutója a Tijireta, ha kiengedi ujjai megnyúlnak, ollószerű alakot öltenek. Az eredeti animében Shawlong Kúfang hangját kölcsönző szeijú Tanaka Hidejuki, angol szinkronhangja Micheal McConnohie. A Bleach magyar változatában Shawlong Kúfang Gubányi György hangján szólal meg.[5]
- Edrad Liones (エドラド・リオネス; Edorado Rioneszu; Hepburn: Edorado Rionesu?) a 13-as arrancar. Ő is Grimmjowékkal tartott, és Madarame Ikkakuval harcolt. Miután zanpakutóját használta, Ikkakunak muszáj volt használnia a bankait, amivel meg is ölte Edradot. Edrad zanpakutója Volcánica. Az eredeti animében Edrad Liones hangját kölcsönző szeijú Kuszunoki Taiten, angol szinkronhangja Beau Billingslea. A Bleach magyar változatában Edrad Liones Megyeri János hangján szólal meg.[5]
- Nakeem Grindina (ナキーム・グリンディーナ; Nakímu Gurindína; Hepburn: Nakīmu Gurindīna?) a 14-es arrancar. Ő is Grimmjowval tartott. Nakeem egy csöndes arrancar. A maszkja maradványai befedik az egész arca jobb oldalát. Macumoto Rangiku ölte meg. Az eredeti animében Nakeem Grindina hangját kölcsönző szeijú Taketora, angol szinkronhangja J. B. Blanc.
- Yylfordt Granz (イールフォルト・グランツ; Íruforuto Gurancu; Hepburn: Īruforuto Gurantsu?, ’Ilforte Grantz’) a 15-ös arrancar. Szintén Grimmjowékkal ment Karakuraba, ahol Abarai Rendzsivel harcolt. Mikor a halálistenek megemelhették az erejüket, akkor Rendzsi könnyedén legyőzte őt a bankai-jal. Ő a 8-as espada, Szayel Aporro Grantz bátyja. Yylfort Grantz zanpakutója a Del Toro. Az eredeti animében Yylfort Grantz hangját kölcsönző szeijú Tócsika Kóicsi, angol szinkronhangja Ezra Weisz. A Bleach magyar változatában Yylfort Grantz Kossuth Gábor hangján szólal meg.[5]
- Di Roy Rinker (ディ・ロイ・リンカー; Di Roi Rinká; Hepburn: Di Roi Rinkā?, ’D-Roy Linker’) a 16-os arrancar. Ő is Grimmjowékkal érkezett Karakura városába, ahol Csadra támadt, de végül Rukiával kellett harcolnia. Rukia bemutatta neki a Kristályhó leple sikai-át, amivel egyből megölte Di Royt. Az eredeti animében Di Roy Rinker hangját kölcsönző szeijú Kondó Takasi, angol szinkronhangja Spike Spencer.

#### Luppi Antenor
Luppi (ルピ, ’eredeti japánban Rupi Antenóru’) egy időre átvette a sexto (hatos) espada szerepét Grimmjow Jaegerjaquez-től, melyet a csípőjének jobb oldalára tetovált „6”-os jelölt. Luppi egy rövid, fekete hajú fiatalos espada, akinek eléggé nőies a megjelenése. Három gyémánt alakú jel van a bal szemöldöke fölött és baloldalt a fején van a fogsorszerű lidércmaszkja. Luppi öltözékének az ujjai hosszúak, így teljesen elrejtik a kezét. Meglehetősen arrogáns viselkedésű a nála alacsonyabb rangú arrancarokkal, Grimmjowt is gyakran sértegeti és dicsekszik a rangjával.
Egy küldetésen vett részt az Élők világában, melynek az volt a célja, hogy eltereljék a figyelmet, amíg Orihimét foglyul ejtik. Luppi egymaga legyőzte Hicugaja Tósiró csapatát bár Hicugajától vereséget szenvedett, s visszavonulva Las Nochesbe, megdöbbenten látta, hogy Orihime meggyógyította Grimmjow karját. Miután Orihime helyreállította Grimmjow tetoválását is, az megöli Luppit, hogy visszaszerezze a rangját. Utolsó szavaival Luppi megátkozta Grimmjow-t. Icsimaru Ginnel valószínűleg jó kapcsolatot ápolt, mert halála után Gin magányossá vált, miközben azt emlegette, hogy sokat beszélgettek.
Luppi zanpakutója a Trepadora (蔦嬢(トレパドーラ), ’eredeti japánban Torepadóra; jelentése a spanyolban „kúszónövény”, a japánban „vadborostyán lány”’). Kiengedett állapotban a hátán lévő páncélból nyolc csáp nő ki, amikkel egyszerre több ellenséget is támadhat. A csápokból tüskéket növeszthet ki, melyekkel még több sebet ejthet.
Az eredeti animében Luppi hangját kölcsönző szeijú Kisio Daiszuke, angol szinkronhangja Michael Sinterniklaas. A Bleach magyar változatában Luppi Vida Péter hangján szólal meg.

#### Zommari Rureaux
Zommari a 7. espada. Aaroniero és Rukia harca után jelent meg, hogy végezzen Rukiaval, azonban megjelent Byakuya és elkezdődött közöttük a harc. Zommari használta a Zanpakotujat, aminek hatására Zommari testén sok-sok szem jelent meg, amivel ha ránéz valamire/valakire akkor az nem tud mozogni. Byakuyat megbénította, de az elvágta a saját izmait, így ismét tudott mozogni és megölte Zommarit. Ő a mámor.
Zanpakotu: Brujeria
Támadási parancs: Nyomd el!
- Japán szinkronhang: Taiten Kusunoki
- Angol szinkronhang: Greg Eagles
- Magyar szinkronhang: Juhász György.

#### Szayelapollo Granz
Ő a 8. espada. Egy őrült tudós. Rózsaszín haja van és ha a ruhája koszos lesz, akkor egyből megy és felvesz egy másikat, még akkor is ha egy harcol közepén tart. Ishidaval, Renjivel és Nel Tu fracciónjával harcolt. Zanpakotuja használata után teste átalakult és a hátán lévő furcsa dolgokból fekete folyadék spriccelt az ellenségeire, ez eltalálta őket és így megsokszorosodtak, azonban ezek a klónok tudták használni az eredetiek minden képességét. Miután legyőzték ezeket a klónokat Aporro csinált egy Ishida- és egy Renji woodoo-babát, amivel lebénította őket. Ekkor Nel 2 fracciónja egy egyesített Ceroval támadta meg, de a két Cero nem olvadt össze eléggé, így Aporro még a becsapódás előtt kettéválasztotta és így elkerülte őt a halálos erejű Cero. Ezután megérkezett Mayuri kapitány a "lányával" Nemuval. Mayuri győzte le Aporrot egy különleges méreggel, szíven döfte Aporrot, de a méreg hatására Aporro nem halt meg egyből, hanem lebénult és csak annyit érzett, hogy kicsit megszúrták, ezután Mayuri elmondta, hogy napról napra Aporro azt fogja érezni, hogy bentebb hatol a kard, és akár csak évek múlva fogja megérezni, mikor átszúrja a szívét. Ő az őrület.
Zanpakotu: Fornicarás
Támadási parancs: Szippantsd fel!
- Japán szinkronhang: Kousuke Toriumi
- Angol szinkronhang: Hank Matthews
- Magyar szinkronhang: Takátsy Péter.[5]

#### Aaroniero Arruruerie
Ő a 9. espada. Képessége az, hogy ha megeszik más hollowkat, akkor tudja használni azok képességét. Rukiaval kerül harcba, de felveszi Shiba Kaien alakját, aki Rukia osztagának, a tizenharmadiknak volt a hadnagya, és emellett Rukia jóbarátja volt, amíg egy hollow miatt meg nem halt. Kaien halála után, Aaroniero felfalta az őt megszálló Hollow-t, így szert téve Kaien erejére, és alakjára is. Rukia először nem hisz a szemének. Nagy nehezen elhiszi, hogy ő tényleg Kaien, de később rájön az igazságra és elkezdődik a harc. Rukia megöli Aaronierot, de ő is eszméletét veszti.
Ezután jön a 7. espada, hogy végleg végezzen Rukiaval-le akarja vágni a fejét- ekkor tudjuk meg, hogy Aaroniero a legelső espadak egyike volt. Ő a mohóság.
Zanpakutó: Glotoneria
Támadási parancs: Nyeld el őt!
- Japán szinkronhang: Szeki Tosihiko (Siba Kaien), Ótomo Rjúzaburó (mély hangú arca), Jamagucsi Majumi (magas hangú arca)
- Angol szinkronhang: Dave Mallow (Siba Kaien), Keith Silverstein (mély hangú arca), Wendee Lee (magas hangú arca)
- Magyar szinkronhang: Bolba Tamás (Siba Kaien), ??? (mély hangú arca), ??? (magas hangú arca)

#### Yammy Llargo
10. Espada. Elég nagydarab, de a leggyengébb -legalábbis sokáig úgy tűnt- Espada. A Hollow maszkjából mindössze a legalsó fogsora maradt meg. Ő és Ulquiorra érkezett meg először az emberek világába, amit egyből Yammy karja bánt meg, ugyanis Ichigo egy vágással levágta. Las Nochesben visszavarták neki. A shinigamik arrancarok, fracciónok és espadak ellen vívott harcait átaludta, majd mikor felkelt közbeavatkozott Ichigo és Ulquiorra harcába. Ekkor érkezett Ishida, aki felrobbantotta őt egy Mayuritól kapott, espadák ellen kifejlesztett aknával. Ezután lezuhant a toronyból, ezt tulélve Renjiékel került szembe. Meg akarja ölni Ishidat. Mikor megérzi, hogy Ulquiorra meghalt, akkor nagyon ideges lesz, a teste elkezd nőni. Renji gyorsan végezni akar vele, úgy véli, mivel Yammy a 10-es espada, nem lesz annyira nehéz megölni őt. Yammy-nál ekkor elpattan a húr és használja a Zanpakotuját. Ennek hatására egy óriássá változik és a teste átalakul. A bal vállán a 10-es számból az 1-es lekopik, így ő a 0. espada. Mindenki meglepődik. Yammy töri meg a csendet, azt mondja, hogy az espadakat nem 1-10-ig, hanem 0-9-ig számozzák, azonban a Zanpakotuja ereje nélkül ő a leggyengébb és mikor elérte a teljes erejét, akkor csak neki változott meg a száma. Egy hosszú csatában Kenpachi és Byakuya győzte le, de nem lehet tudni hogyan. Ő volt a harag.
Zanpakutou: Ira
Támadási parancs: Pusztítsd el!
Használatakor Yammy hatalmasra nő és minél jobban felbosszantják, annál nagyobb és erősebb lesz.
- Japán szinkronhang: Kenji Nomura
- Angol szinkronhang: Paul St. Peter
- Magyar szinkronhang: Tóth Zoltán.[5]

## Privaron Espada
A Tres Cifras ismert tagjai
- 103. Dordonii Alessandro Del Socacchio: A haja egy-egy szarvba áll, szakálla és bajsza van, ami elég furcsa kinézetet kölcsönöz neki. Az álarc maradványai a feje tetején helyezkednek el, és az is „szarvacskákra” hasonlít. Ichigoval harcolt, mikor az be akart jutni Las Nochesbe, azonban vereséget szenvedett.
- Japán szinkronhang: Ishii Kouji
- Angol szinkronhang: Bob Johnson
- Magyar szinkronhang: Vass Gábor.[5]
- 105. Cirucci Thunderwitch: Cirucci egy női Privaron Espada. Olyan mintha szárnyai lennének. A szeme alatt könnycsepp mintájú festés van. A maszkja maradványai a bal homloka fölött helyezkednek el, és olyanok, mint egy hajcsat. Ishidaval harcolt, de kikapott. Ishida nem ölte meg, ezt a kivégzőosztag tette meg helyette.
- Japán szinkronhang: Kuwashima Houko
- Angol szinkronhang: Tricia Pierce
- Magyar szinkronhang: Kisfalvi Krisztina.[5]
- 107. Gantenbainne Mosqueda: Afro stílusú haja és vastag pofaszakálla van egy kis kecskeszakállal. Maszkja a homlokán maradt meg és olyan, mint egy napszemüveg. Chad-del harcolt és felkeltette benne a hollow erejét, ennek hála Chad győzött.
- Japán szinkronhang: Funaki Masato
- Angol szinkronhang: Greg Eagles
- Magyar szinkronhang: Takátsy Péter.

Továbbá (elméletileg) ide lehetne sorolni Neliel Tu Oderschwank-ot (Nel-Tu) is, mivel ő is egy természetes úton született Arrancar, ő volt a 3. espada. Nnoitra mindig meg akarta őt ölni, ugyanis nem bírta elviselni, hogy egy nő erősebb nála. Végül Szayel Aporro segítségének hála, egy trükkel széttörte Neliel maszkját, aki így elvesztette erejét, kisgyerek testébe kényszerült és elvesztette emlékeit. Nnoitra ezután kirakta őt a sivatagba.

### Fraccion-ok
Charolette Coolhorn
Ő a 2. espada első számú fracciónja. Az ő feladata volt az egyik torony ledöntése. Ellenfele Yumichika lett, akivel egyből összeveszett, hogy melyikük a szebb. Coolhorn használta a Zanpakutoját, de Yumichika megváltoztatta a saját Zanpakutoja alakját, használta a Shi-kait és Coolhornt a saját tövisei közé vetette.
Zanpakutou: Reina de rosas(A szépség erős)
Támadási parancs: Ragyogj!
Képessége: fekete rózsatövisek halálra szúrják az ellenséget fehér szirmok között.
- Japán szinkronhang: Kenta Miyake.

Avirama Redder
Barragan-sama fracciónja, feladata egy torony ledöntése volt, de Kiraval találta szemben magát. Zanpakotuja képessége volt, hogy egy madárrá alakul, aminek a tollai nehezebbek , mint az acél. Ezután, hogy gyorsabb legyen még 2 szárnyat növesztette magának. Végül ez lett a veszte, ugyanis Kira használta a Shi-kait, aminek segítségével minden amire rácsap, annak a súlya megduplázódik. Annyit csapott Abiramara, hogy az nem bírt mozogni, csak feküdt a földön. Ekkor Kira lefejezte.
Zanpakutou: Águila
Szárnya tollait az ellenségre tudja lőni és azok hamar visszanőnek.
- Japán szinkronhang: Kazunari Tanaka.

Findor Carias
Barragan-sama fracciónja, neki is egy tornyot kellett ledöntenie, aminek a védője Shuuhei volt. Képessége, hogy alapból egy 5. tiszt erejével tud harcolni, de amint elkezdi eltávolítani a maszkját, mindig erősebbé válik. Zanpakutoja segítségével rákolló jelenik meg a karja helyén. Shuuhei először levágta az egyik karját, aztán megölte.
Zanpakutou: Pinsa Guda
Támadási parancs: Vésd a víz felszínét!
Choe Neng Poww (Chīnon Pō)
Ő a 32-es arrancar és Barragan fracciónja. Egy tornyot kellett ledöntenie, de Ikkaku útját állta. Legyőzte Ikkakut, mert az nem használta a Ban-kait. Ezután Komamuraval harcolt, és Komamura a Ban-kai segítségével megölte őt.
Zanpakutou-ja: Calderon
Támadási parancs: Lélegezz!
Segítségével Po egy hatalmas, bálnaszerű lénnyé válik és még nagyobb lesz a fizikai ereje.
- Japán szinkronhang: Hiroshi Shirokuma.

Ggio Vega
Barragan fracciónja. Maszkja a feje tetején maradt meg és olyan, mint egy tigrisé. Neki kellett megküzdenie Soi Fonggal. Zanpakutoja gyorsaságot és erőt adott neki. Soi Fong csak meg akarta nézni a teljes erejét, mikor ez bekövetkezett megölte őt.
Zanpakuto: Tigre Estoque
Támadási parancs: Tépd szét!
Tigre Estoque el Sable: ez a teljes ereje.
- Japán szinkronhang: Tetsuya Kakihara.

Nirgge Parduoc
Egy nagydarab arrancar, maszkja alól alig lát ki. Omaede Marechiyoval kellett megküzdenie, aki nem tudta őt legyőzni. Marechiyo nem volt ellenfél számára. Zanpakutoja használatával hatalmas lett, mamutra emlékeztet. Végül Omaeda ölte meg a shi-kaiával, amibe teljes erejét beleadta.
Zanpakuto: Mammut
Támadási parancs: Törd szét!
- Japán szinkronhang: Daisuke Matsuoka.

Apache, Sun-Sun és Mila Rose
Mindhárman Halibel fracciónjai és együtt harcoltak Rangiku ellen, akinek segítség érkezett Hinamori személyében. Megcsinálták a legerősebb egyesített támadásukat, a Chimaera Parca-t, ami egy szörnyeteget idéz meg -talán egy kimérát-, de ehhez fel kellett áldozni 1-1 karjukat. A szörnyeteg Rangikut, Hinamorit és a segítségükre érkező Kirat és Shuuheit is legyőzte. Ekkor érkezett meg Yamamoto főkapitány, aki elintézte mindegyik ellenséget.
Apache Zanpakutou-ja: Sierva
Támadási parancs: Szúrd át!
Sun-Sun Zanpakutou-ja: Anaconda
Támadási parancs: Fojtsd meg!
Mila Rose Zanpakutou-ja: Leona
Támadási parancs: Pusztítsd el!
Apache
- Japán szinkronhang: Kumi Sakuma
- Angol szinkronhang: Megan Hollingshead
- Magyar szinkronhang:

Sun-Sun
- Japán szinkronhang: Tomoe Sakuragawa
- Angol szinkronhang: Karen Strassman
- Magyar szinkronhang: Vágó Bernadett.

Mila-Rose
- Japán szinkronhang: Sayori Ishizuka
- Angol szinkronhang: Erin Fitzgerald
- Magyar szinkronhang:

## További lidércek

### Wonderweiss Margera
Wonderweiss egy kicsi, gyerekhez hasonló Arrancar. A maszkja a feje tetején van, ami olyan mintha egy kis korona lenne rajta. A viselkedése sokkal gyerekesebb, mint a megjelenése. Mindenhova követi Tousen-t, ahova csak lehetséges. Ő olvasztotta ki Halibelt Hitsugaya jégbörtönéből. Továbbá parancsolni tud egy hatalmas arrancarnak, aki a szájából gillianokat tud kiengedni. Karakurában legyőzte Ukitake kapitányt: lesből puszta kézzel átszúrta a testét, majd a vaizard Kenseit is harcképtelenné tette. Születéséről annyit lehet tudni, hogy Aizen Yamamoto főkapitány ellen hozta őt létre. Úgy alkotta meg, hogy elszívhassa és a testében elraktározhassa Yamamoto Ryujin Jakkája erejét. Miután ez megtörtént Yamamoto puszta kézzel ölte őt meg, de Wonderweiss testéből előtört a Ryujin Jakka ereje, ami harcképtelenné tette Yamamotot. Wonderweiss elvesztette a beszéd képességét, mikor Aizen arrancarrá tette.
- Japán szinkronhang: Hisayoshi Suganuma
- Angol szinkronhang: Christopher Smith
- Magyar szinkronhang: Stukovszky Tamás.

### Rudobōn
Ő a kivégzőosztag kapitánya és az volt a feladata, hogy megölje a legyengített behatolókat: Chad, Rukia és a többieket. Azonban a Soul Society-i felmentés megérkezett és meggyógyították őket. Ezután Rukia, Chad és Renji megölte a kivégzőosztagot és Rukia a kapitánnyal találta szemben magát, aki a Zanpakotuja feloldása után harcosokat tud létrehozni, akik csak neki engedelmeskednek. Ő is Aizentől kapta ezt az erejét, de nem lett annyira erős, hogy espada lehessen és ezt Rukiaval is közli, hogy ők, shinigamik nem érnek fel az erősebb espadak szintjéhez. Yammy ölte meg, mikor magához tért a toronyból való zuhanás után.
Zanpakuto: Árbol
Támadási parancs: Jöjj elő!
Segítségével hollowokat idéz meg, akik csak neki engedelmeskednek, ezt a képességét Calaveras (koponyák) -nak hívja.
- Japán szinkronhang: Yamaguchi Taro
- Angol szinkronhang: Michael Lindsay
- Magyar szinkronhang: Végh Ferenc.

### Loly Aivirrne és Menoly Mallia
Loly Aivirrne (ロリ・アイヴァーン; Rori Aiván; Hepburn: Rori Aivān) és Menoly Mallia (メノリ・マリア; Menori Maria) egy női arrancar páros, a 33. és 34. arrancarok, akik Inoue Orihimét zaklatják Hueco Mundóban töltött ideje alatt. Aizen Szószuke személyes szolgálói, emiatt féltékenységet éreznek, amiért Aizen különös fontosságot tanúsít Orihimének. Loly, aki gyűlöli Orihimét mind irigységből, mind előítéletes félelméből, egy arrogáns fiatal lányként jelenik meg, aki copfokba kötött fekete hajat visel és maszkjának maradványa a bal szemét veszi körül. Menoly ezzel szemben sokkal szelídebb és próbál úrrá lenni a féltékenységén, s emiatt nem kívánja bajba sodorni magát. Amikor Icsigo és Ulgiorra harca közben kínozzák Orihimét, Yammy közbelép és leüti Menolyt, mikor Ulquiorra megtiltja neki, hogy harcoljon Icsigóval. Loly a lélekölő kardját használva szembeszáll vele, de Yammy kihajítja a torony falán keresztül. Később látható volt, hogy Lolyt megmentette Urjú egy nyíllal a torony falához szögezve. Egyikük sem halt meg.
Loly resurrecciónja az Escolopendra (百刺毒娼（エスコロペンドラ）; Eszukoropendora; Hepburn: Esukoropendora, ’jelentése a spanyolban „százlábú”, a japánban „száz mérgező fullánk”’), mely egy kis méretű, kerek markolatú tőr. Kiengedéskor Loly százlábú szerű nyúlványokat növeszt a karjain, melyek mindent szétroncsolnak amihez hozzáérnek.
Menoly resurrecciónja nem került bemutatásra.
Az eredeti animében Loly Aivirrne és Menoly Mallia hangját kölcsönző szeijúk Takeda Hana és Harada Hitomi, angol szinkronhangjuk Colleen O’Shaughnessey és Wendee Lee. A Bleach magyar változatában Loly Aivirrne Andrádi Zsanett hangján szólal meg.